# Sébastien Muyengo
Sébastien-Joseph Muyengo Mulombe (ur. 8 maja 1958 w Bukavu) – kongijski duchowny katolicki, biskup Uviry od 2013.

## Życiorys

### Prezbiterat
Święcenia kapłańskie przyjął 1 sierpnia 1986 i został inkardynowany do archidiecezji kinszaskiej. Pracował głównie w kinszaskich seminariach, m.in. jako rektor części propedeutycznej i seminarium im. Jana XXIII. W latach 1997–2000 kierował kinszaskim centrum duszpasterskim.

### Episkopat
2 lutego 2012 papież Benedykt XVI mianował go biskupem pomocniczym archidiecezji kinszaskiej oraz biskupem tytularnym Strathernia. Sakry biskupiej udzielił mu 15 kwietnia 2012 arcybiskup Kinszasy - Laurent Monsengwo Pasinya.
15 października 2013 papież Franciszek mianował go biskupem ordynariuszem diecezji Uvira.